# 角苞蒲公英
角苞蒲公英（学名：Taraxacum stenoceras）是菊科蒲公英属的植物，为中国的特有植物。分布在中国大陆的西藏、青海、四川、甘肃等地，生长于海拔3,000米至4,500米的地区，一般生于山坡草地及田边湿地，目前尚未由人工引种栽培。